# Société minière de Bakwanga

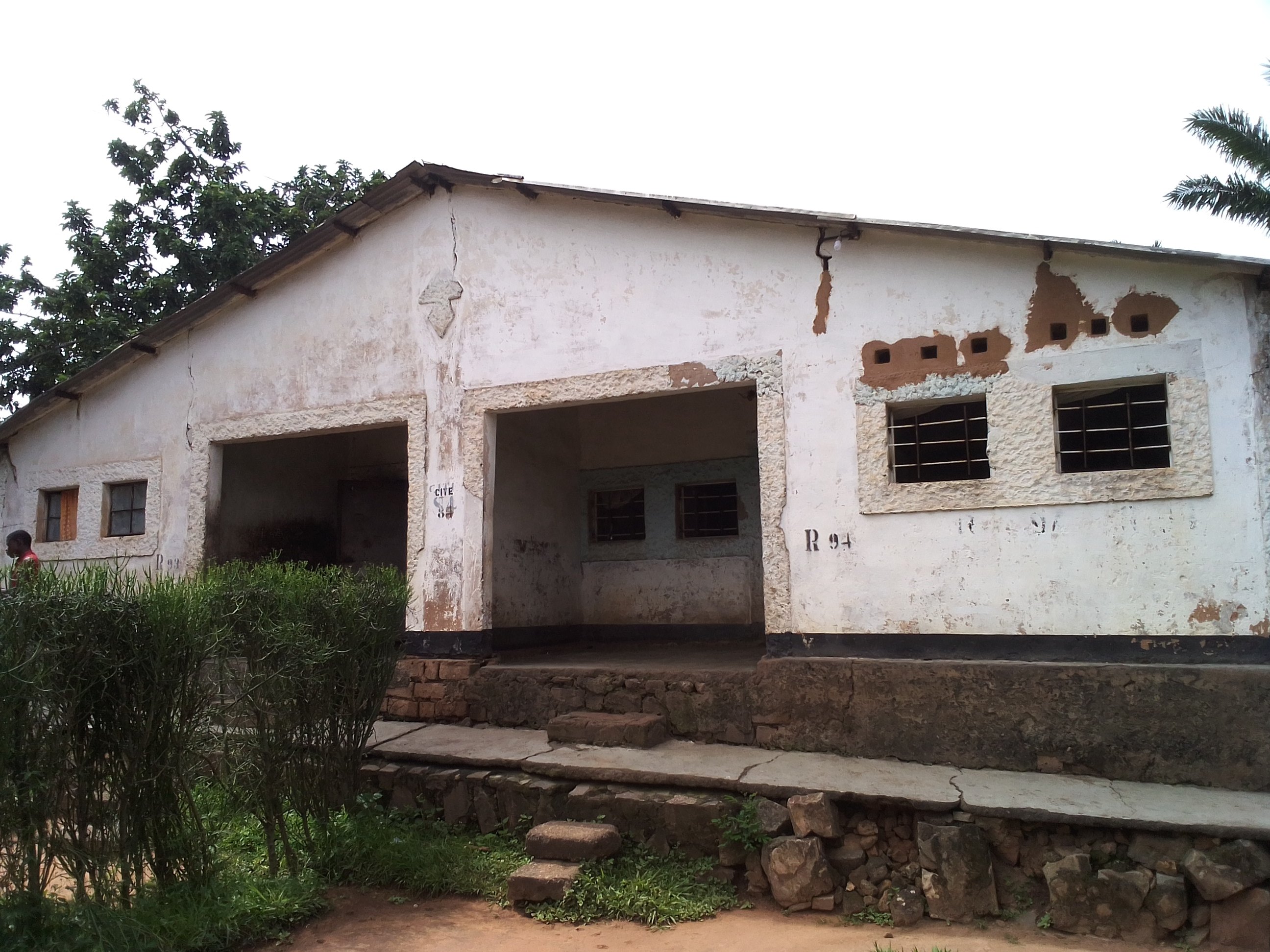
Maison du type R au camp de travailleurs de la MIBA.

La Societé Minière de Bakwanga, mieux connue sous l'acronyme MIBA, est une compagnie minière spécialisée dans l'extraction de diamants en République démocratique du Congo. Fondée en 1961, MIBA a connu plusieurs périodes de prospérité et de difficultés au cours de son histoire, reflétant ainsi les dynamiques politiques et économiques complexes de la région.

## Histoire et développement
La MIBA a été extrêmement dominante dans le commerce mondial des diamants. En 1963, elle produisait 80 % des diamants industriels mondiaux et 57 % de tous les diamants. Entre 1961 et 1967, une grande partie de sa production a été exportée illégalement à travers les pays voisins.
Pendant l'ère Mobutu (1965–1997), des accords ont été conclus avec le consortium De Beers, permettant l'importation des diamants de la RDC à Londres. Les arrangements avec De Beers ont été rétablis au début des années 1980 après une brève période d'interruption.

## Défis et problèmes
Dans les années 1990, la ville de Mbuji-Mayi, où MIBA opérait, s'est de plus en plus déconnectée du gouvernement central. Les conditions de la mine se sont détériorées, la production a chuté de plus de la moitié en cinq ans, et le vol de diamants était fréquent.
Pendant les guerres du Congo (1998–2003), l'arrangement selon lequel De Beers avait le monopole du marketing de toute la production de MIBA a pris fin, permettant à d'autres acheteurs d'acheter une partie de la production de MIBA lors d'enchères mensuelles.
En 2000, MIBA a connu des irrégularités, notamment le vol de pierres de grande valeur par des responsables de l'entreprise.
La production a été suspendue entre novembre 2008 et mars 2011 en raison de problèmes financiers et de grèves du personnel.

## Efforts de relance
En mai 2020, un audit gouvernemental a révélé des dysfonctionnements significatifs chez MIBA, et le président Félix Tshisekedi a libéré 5 millions de dollars pour relancer l'entreprise. Le financement s'est avéré insuffisant pour le bon redémarrage.
L'exploitation a repris à un niveau minimal. Seul le massif 1 du gisement de la MIBA est exploité.

## Situation actuelle
MIBA demeure une ombre de son ancienne gloire. Malgré la reprise des opérations, la société n'est toujours pas en mesure de retrouver sa prospérité d'antan. De nombreux anciens employés attendent toujours le paiement de leurs pensions et les habitants de la région ne ressentent pas les effets positifs de la reprise des activités de MIBA.
Cette brève histoire de MIBA souligne les défis auxquels l'entreprise a été confrontée au fil des ans, ainsi que son impact sur l'économie et la société de la région du Kasai en RDC.